# There's No Business Like Show Business
There's No Business Like Show Business (bra: O Mundo da Fantasia; prt: Parada de Estrelas) é um filme estadunidense de 1954, do gênero comédia dramático-romântico-musical, dirigido por Walter Lang para a 20th Century Fox, com roteiro de Phoebe Ephron, Henry Ephron e Lamar Trotti.

## Enredo
A história começa em 1919 e mostra o casal de artistas de vaudeville Terrance e Molly Donahue obtendo sucesso na carreira e constituindo família. Os três filhos do casal, Steve, Katy e Tim, acompanham as apresentações dos pais e, ao crescer, formam com eles o grupo familiar "The Five Donahue" (1937). Mas essa formação é logo desfeita quando Steve deixa a carreira para se tornar padre católico e Katy e Tim se juntam à cantora Vicky Parker para estrelarem um grandioso espetáculo na Broadway. A última apresentação da família reunida é realizada no Teatro Hippodrome, em Nova Iorque. A produção do espetáculo da Broadway, contudo, enfrenta problemas quando Tim começa a beber por achar que Vicky, por quem é apaixonado, prefere a companhia de outros homens. 

## Elenco
- Ethel Merman como Molly Donahue
- Dan Dailey como Terence Donahue
- Donald O'Connor como Tim Donahue
- Mitzi Gaynor como Katy Donahue
- Marilyn Monroe como Victoria Hoffman
- Richard Eastham como Lew Harris
- Johnnie Ray como Steve Donahue
- Hugh O'Brian como Charles Gibbs
- Frank McHugh como Eddie Dugan
- Rhys Williams como padre Dineen
- Lee Patrick como Marge
- Eve Miller como Helen
- Robin Raymond como Lillian

## Recepção
No site agregador de críticas Rotten Tomatoes, 73% das 11 resenhas dos críticos são positivas.